# Wilson Ogechukwu
Wilson Ajah Ogechukwu (Lagos, 20 marzo 1972) è un ex calciatore nigeriano, di ruolo attaccante.

## Carriera
Inizia a giocare in patria, dove veste le maglie di Falcon ed Enyimba.
Successivamente gioca nella prima divisione olandese col Roda JC e nella seconda divisione olandese con il VVV-Venlo.
All'inizio della stagione 1996-1997 ha giocato col Perak, nella prima divisione della Malaysia.
A gennaio del 1997 è stato tesserato dagli italiani dello Juveterranova Gela, con cui ha terminato la stagione 1996-1997 giocando 4 partite nel campionato di Serie C2.